# 阿尔尼 (阿登省)
阿尔尼（法語：Hargnies，法語發音：[aʁɲi]）是法国大東部大區阿登省的一个市镇，属于沙勒维尔-梅济耶尔区。

## 地理
阿尔尼（50°1'9"N, 4°47'28"E）面积42.24 平方千米，位于法国大東部大區阿登省，该省份为法国北部内陆省份，西接埃纳省，南至马恩省，东临默兹省，北与比利时接壤。
与阿尔尼接壤的市镇（或旧市镇、城区）包括：欧布里沃、绍斯、默兹河畔阿姆、艾布、蒙泰梅、勒万、蒂莱、维勒瓦勒朗。

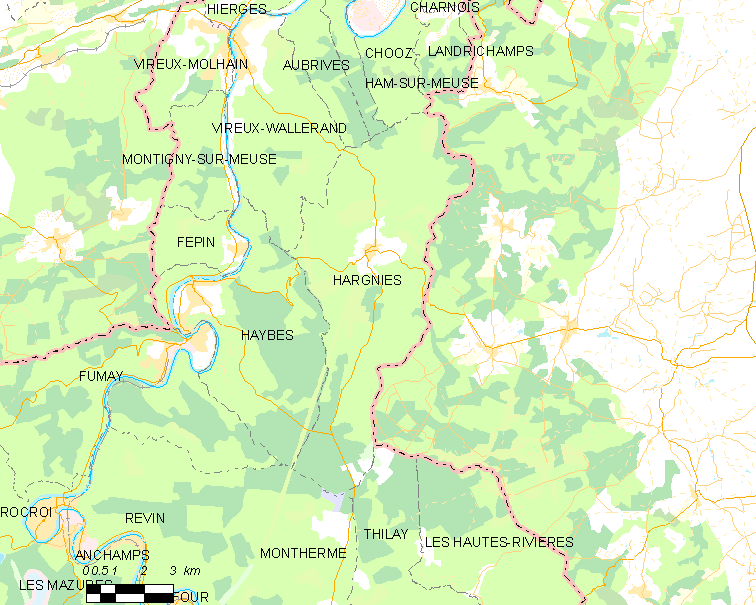
的OSM定位图

阿尔尼的时区为UTC+01:00、UTC+02:00（夏令时）。

## 行政
阿尔尼的邮政编码为08170，INSEE市镇编码为08214。

## 政治
阿尔尼所属的省级选区为勒万县。

## 人口

1962-2008年间人口变化图示

阿尔尼于2022年1月1日时的人口数量为453人。